# 音速小子3 (電影)
是一部2024年美日合拍的動作冒險喜劇片，2022年電影《音速小子2》的續集，《音速小子電影系列》第三部電影，改編自SEGA出品的電子遊戲《音速小子》系列，由傑夫·福勒執導，派翠克·凱西、喬許·米勒和約翰·惠廷頓共同編劇，詹姆斯·馬斯登、蒂卡·桑普特、娜塔莎·羅斯威爾、亞當·帕利和金·凱瑞主演，本·施瓦茨、柯琳·維拉德、伊卓瑞斯·艾巴和基努·李維配音。
《3》由派拉蒙影業排定2024年12月20日於美國上映。電影在影評界的口碑普遍正面，並受到觀眾歡迎，全球票房超過4.92億美元，商業表現成功。續集正在開發中。

## 劇情
1974年，一顆載有外星刺蝟夏特的殞石墜落在奧克拉荷馬州，隨後被美國軍方收容。夏特的能力在聯邦政府軍（G.U.N.）的華特斯上校的指示下，由傑拉德·羅伯尼克教授的帶領下進行測試；實驗期間，夏特與傑拉德的孫女瑪利亞建立了深厚感情。直到有一晚，夏特、傑拉德和瑪利亞三人嘗試逃出實驗室以防軍方將夏特捉走，但被軍方追捕期間意外引起的爆炸令瑪利亞身亡。華特斯將實驗室關閉，囚禁了傑拉德以及將夏特以冷凍方式囚禁。
50年後的2024年現在，一個不知名的駭客入侵了聯邦政府軍在日本東京灣的監禁設施，使得充滿仇恨的夏特得以被釋放。另一邊廂的美國蒙大那州綠山鎮，索尼克、塔爾斯、納克魯斯及牠們的養父母華高斯基夫婦一家正慶祝索尼克來地球的週年紀念。聯邦政府軍總監洛威副指揮官到場，招攬了索尼克、塔爾斯、納克魯斯三人（並稱其為「音速隊」）去東京阻止夏特，但三人到場後反而被能力凌駕牠們的夏特打敗及走失。
總指揮官華特斯到達東京的餐廳與索尼克三人會合，並告知牠們夏特的慘痛過去。此時，「蛋頭」羅伯尼克博士的無人機攻擊餐廳，並令華特斯傷重身亡。華特斯臨終前，將一副匙卡交託於索尼克。索尼克三人決定不靠聯邦政府軍的協助下追尋夏特的線索；而洛威副指揮官發現匙卡失蹤，一口咬定索尼克三人叛變。索尼克三人追尋期間遇上了蛋頭博士的助手史東並追問他，史東卻否認了攻擊。索尼克三人無奈之下決定暫時與到場的蛋頭聯手，並追蹤到被盜的無人機源於聯邦政府軍的一個廢棄設施。
蛋頭在設施中遇上了傑拉德，並透露了傑拉德正是蛋頭失散多年的祖父，以及為一切的始作俑者，同時在夏特的協助下將索尼克三人軟禁。傑拉德告訴蛋頭，聯邦政府軍在囚禁其期間，迫令其設計可以破壞地球某特定地方的超級武器「日蝕大炮」，而華特斯交託在索尼克的匙卡，就是該武器的兩條啟動鑰匙的其中一條；傑拉德更告訴蛋頭企圖奪走該大炮，並利用其去破壞聯邦政府軍在倫敦的總部，以報瑪利亞死亡之仇，使蛋頭決定倒戈加入。在夏特從塔爾斯身上搶走匙卡後，啟動了微型黑洞裝置將設施摧毁，並與羅伯尼克兩爺孫和史東一同逃之夭夭。
索尼克三人千鈞一髮之際利用金環成功逃出並回到綠山鎮，並請求養父母湯姆與美迪一同前往倫敦，搶先於羅伯尼克爺孫們和洛威之前盜取餘下的鑰匙。湯姆最終使計成功奪得鑰匙，但被夏特發現及擊至重傷昏迷。鑰匙被夏特奪走，使羅伯尼克爺孫們成功啟動了日蝕大炮升空。眼見湯姆重傷，憤怒的索尼克拋下了塔爾斯、納克魯斯兩人，並從韋德那裏搶走了王者翡翠轉換成七顆混沌翡翠變身成「超級索尼克」形態前往追捕。索尼克到達大炮與夏特衝突，期間對方更吸收了混沌翡翠的能量，一同變身成超級形態。一輪大戰後，原本夏特佔了上風，但夏特在索尼克面前嘲諷湯姆，索尼克憤而將夏特打上月球，夏特被迫解除超級型態，索尼克原本要給予最後一擊時發覺自己被憤怒蒙蔽後懸崖勒馬，同時也解除超級型態。兩人在月球上處於停戰狀態時，夏特抬頭看著宇宙星空想起瑪利亞的真心，索尼克隨後對夏特道出自己的過去，並表示逝者遺下的愛比復仇重要。身同感受的夏特，最終也放下了仇恨，與索尼克一同再度變身超級型態阻止大炮發射。
另一邊，傑拉德在大炮上最終露出了本性，透露其真正目的是用大炮摧毀整個地球，以達復仇目的。大驚的蛋頭嘗試阻止大炮發射程序，但因傑拉德破壞了控制台而失敗，並對傑拉德道出自己偏向喜歡征服地球，而不想將之摧毀。之後上演羅伯尼克爺孫大戰，這時傑拉德發現夏特已經背叛，釋放大炮內部的機器人大軍對付兩隻刺蝟，這時超級型態的索尼克和夏特輕而易舉的清除機器人大軍，然而傑拉德最後將自己的親孫蛋頭扔下太空，隨後塔爾斯與納克魯斯趕到，救出蛋頭並一同將傑拉德打敗，使其掉至反應核心力場而亡，並嘗試將大炮駛離地球軌道；與此同時，索尼克與夏特以身阻擋大炮的激光，使其誤毁了月球一部份。索尼克在奮戰後，最終失去超級形態和昏厥墮落地球，塔爾斯、納克魯斯兩人拯救了他，並以最後的金環返回綠山鎮。反應核心最終失控，蛋頭與夏特決定犧牲自己，夏特卸下雙手的金環限制器將大炮於爆炸前駛離。蛋頭臨終前以廣播告訴史東，其為真正的好友。大炮爆炸後，醒來的索尼克最終與兩人和好，之後與傷癒的湯姆和美迪重聚。
索尼克三人繼續了電影開頭時中止了的賽跑，但索尼克迷失到了紐約國家公園，並被長得像自己的神秘機械軍隊襲擊；千鈞一髮之際，索尼克被神祕少女所救。另一邊披露了夏特成功從大炮爆炸中存活並回到了地球，撿起了金環限制器並繼續未知的旅途。

## 演員
- 金·凱瑞飾演伊沃·「蛋頭」·羅伯尼克博士（Dr. Ivo "Eggman" Robotnik）

瘋狂科學家及發明家，受委託開始調查索尼克引起的事件後，由於發現他的能力而開始瘋狂執迷於要抓到索尼克。
- 凱瑞同時也飾演傑拉德·羅伯尼克教授（Professor Gerald Robotnik）

蛋頭博士的爺爺，因孫女瑪莉亞的死亡，利用夏特和自己的孫子打算做出「真正恐怖的計畫」。
- 詹姆斯·馬斯登飾演湯姆·華卓斯基（Tom Wachowski）

綠丘鎮的警長，在地球第一位交上的朋友，協助索尼克逃亡以及對抗蛋頭博士。他被索尼克戲稱為「甜甜圈大王」。
- 蒂卡·桑普特飾演麥蒂·華卓斯基（Maddie Wachowski）

湯姆妻子，是一名獸醫，與老公一同協助索尼克。她被索尼克戲稱為「蝴蝶酥女士」。
- 娜塔莎·羅斯威爾飾演瑞秋（Rachel）

麥蒂姐姐，藍道的妻子，有個女兒喬喬（Jojo）。似乎不怎麼喜歡湯姆。
- 李·马贾道布（英语：Lee Majdoub）飾演史東特工（Agent Stone）

蛋頭博士的忠心助手，喜歡蛋頭博士。
- 湯姆·巴特勒（英语：Tom Butler (actor)）飾演沃特斯指揮官（Commander Walters）

前美國參謀長聯席會議副主席，軍事組織「國際保護局」（Guardian Units of Nations，G.U.N.）的領導人。
- 克萊斯汀·瑞特飾演羅克威爾主任（Director Rockwell）

軍事組織「國際保護局」的高級軍官。
- 亞當·帕利飾演韋德·威波（Wade Whipple）

小鎮警員，湯姆好友。做事情有點靠不住。過去的買家事件之後，納克魯斯任命他為「王者翡翠」守護者。
- 薛馬·摩爾飾演藍道·韓德爾（Randall Handel）

瑞秋的丈夫，G.U.N.特工。
- 艾莉拉·布朗（英语：Alyla Browne）飾演瑪莉亞·羅伯尼克（Maria Robotnik）

夏特在實驗室時認識的小女孩，傑拉德教授的孫女。

### 配音角色
- 本·施瓦茨配音索尼克（Sonic，兼面部動作捕捉）

具有超音速速度的外星刺蝟，過去因為敵人盯上其能力並且到他的故鄉要綁架他，於是被長爪護送到地球生活。自此居於綠丘鎮，並成為湯姆一行人的好友。
- 柯琳·維拉德（英语：Colleen Villard）配音塔爾斯（Tails）

具有飛行能力的外星雙尾狐狸，索尼克的搭檔，擅長發明。
- 伊卓瑞斯·艾巴配音納克魯斯（Knuckles）

具有強大力量的外星針鼴，索尼克的夥伴。
- 基努·李維配音夏特（英语：Shadow the Hedgehog）

政府秘密計畫的產物，索尼克的勁敵。
此外，蘇菲亞·潘娜絲飾演嘉柏麗（Gabriella）；克里斯托·費爾南德斯飾演帕布羅／胡安（Pablo / Juan）；詹姆士·沃克飾演年輕的沃特斯；喬瑪·塔科內飾演凱爾·蘭斯伯頓（Kyle Lancebottom）。及艾咪·蘿絲（Amy Rose）於片尾彩蛋登場。

### 配音員
| 角色                       | 配音          | 配音   | 配音   | 配音     | 配音       |
| 角色                       | 美國          | 台灣   | 香港   | 中国大陆 | 日本       |
| -------------------------- | ------------- | ------ | ------ | -------- | ---------- |
| 索尼克                     | 本·施瓦茨     | 郭霖   | 張裕東 | 杨天翔   | 中川大志   |
| 塔爾斯                     | 柯琳·維拉德   | 顏蕾容 | 李詩婷 | 阎么么   | 廣橋涼     |
| 納克魯斯                   | 伊卓瑞斯·艾巴 | 陳松聖 | 李凱傑 | 张遥函   | 木村昴     |
| 夏特                       | 基努·李維     | 夏治世 | 羅偉傑 | 林强     | 森川智之   |
| 真人角色                   |               |        |        |          |            |
| 伊沃·「蛋頭」·羅伯尼克博士 | 金·凱瑞       | 孫誠   | 陳欣   | 杨默     | 山寺宏一   |
| 傑拉德·羅伯尼克教授        | 金·凱瑞       | 孫誠   | 陳欣   | 白马     | 山寺宏一   |
| 湯姆·華卓斯基              | 詹姆斯·馬斯登 | 宋昱璁 | 陳欣   | 吴凌云   | 中村悠一   |
| 麥蒂·華卓斯基              | 蒂卡·桑普特   | 林曉芳 | 劉惠雲 | 雪萌     | 井上麻里奈 |
| 史東特工                   | 李·马贾道布   | 莊捷安 | 麥皓豐 | 王冠南   | 濱野大輝   |
| 瑪莉亞·羅伯尼克            | 艾莉拉·布朗   | 林曉芳 | 李樂怡 | 何冠男   | 悠木碧     |
| 沃特斯指揮官               | 湯姆·巴特勒   | 孫中台 | 陳永信 | 汤水雨   | 澤木郁也   |

## 製作

### 開發
2022年2月，世嘉和派拉蒙影業正在開發《超音鼠大電影2》續集，並於維亞康姆CBS投資者活動上正式公布。由納克魯斯主演的Paramount+衍生劇集亦同時開發。

### 選角
2020年3月，詹姆斯·馬斯登確認簽下多部《音速小子》的續集片約。2022年4月，於前兩集飾演蛋頭博士的金·凱瑞宣布考慮息影。製片人尼爾·H·摩里茲和托比·阿舍爾（Toby Ascher）確認，即使凱瑞實行他的退休計劃，蛋頭博士也不會重新選角。然而，他們仍希望能夠開發好的劇本讓他回歸飾演該角色。2024年2月，凱瑞確認回歸，而克萊斯汀·瑞特、艾莉拉·布朗（Alyla Browne）、蘇菲亞·潘娜絲、克里斯托·費爾南德斯以及喬瑪·塔科內參演。2024年4月，據報導夏特由基努·李維聲演。

### 拍攝
第二組攝製於2023年7月在法納姆進行。主體拍攝原定2023年8月31日在倫敦進行，後延後至同年9月進行。由於2023年美國編劇協會大罷工，電影將先拍攝沒有真人演員的場景。馬斯登表示拍攝已於2024年3月14日殺青。

## 發行
《音速小子3》由派拉蒙影業排定2024年12月20日於美國上映。

## 迴響

### 評價
爛番茄根據148評論，本片獲得85%的新鮮度，平均得分6.6／10，觀眾的好評度為94%，平均得分4.6／5。在Metacritic上，本片獲得56分。

### 票房
| 上一届： 《海洋奇緣2》 | 2024年美國週末票房冠軍 第51-52週 | 下一届： 《獅子王：木法沙》 |

## 續集
2024年9月，製片人托比·阿舍爾表示打算推出更多的《音速小子》後續作品。2024年12月，正式宣布製作《音速小子4》，計劃於2027年春季上映。2025年1月，宣布電影將於2027年3月19日上映。
於《音速小子3》片尾片段出現的艾咪·蘿絲和金屬索尼克有望出現於電影之中。

## 備註
1. ↑  港澳提前於2024年12月21—25日推出優先場。
2. ↑  受嚴重特殊傳染性肺炎疫情影響，首兩集沒有在澳門地區電影院上映。

## 外部連結
- 互联网电影数据库（IMDb）上《音速小子3》的资料（英文）
- Box Office Mojo上《音速小子3》的资料（英文）
- 爛番茄上《音速小子3》的資料（英文）
- Metacritic上《音速小子3》的資料（英文）
- AllMovie上《音速小子3》的资料（英文）
- 開眼電影網上《音速小子3》的資料（繁體中文）
- 豆瓣电影上《音速小子3》的資料 （简体中文）
- 时光网上《音速小子3》的資料（简体中文）